# لندبيتش (كامبريدجشير)
لندبيتش (بالإنجليزية: Landbeach)‏ هي قرية و أبرشية مدنية تقع في المملكة المتحدة في إنجلترا. يقدر عدد سكانها بـ 825 نسمة .